# 密刺苦草
密刺苦草（学名：Vallisneria denseserrulata）为水鳖科苦草属下的一个种。

## 扩展阅读
- 維基物種上的相關：密刺苦草